# تدی شرمن-لو
تدی شرمن-لو (انگلیسی: Teddy Sharman-Lowe؛ زادهٔ ۳۰ مارس ۲۰۰۳) بازیکن فوتبال اهل انگلستان است.
وی همچنین در تیم‌های ملی فوتبال زیر ۱۷ سال انگلستان و زیر ۱۹ سال انگلستان بازی کرده است.

## دوران حرفه‌ای

### باشگاهی

#### جوانان
شارمن لوو قبل از پیوستن به آکادمی جوانان برتون آلبیون در سال ۲۰۱۷ توسط لسترسیتی به عنوان یک دانش آموز تعلیم دید.

#### بورتون
او اولین قرارداد حرفه‌ای خود را با برتون آلبیون امضا کرد و در این باشگاه رشد نمود.

#### چلسی
در سپتامبر ۲۰۲۰ تأیید شد که او با چلسی قرارداد بسته است و برای کل فصل ۲۰۲۰–۲۰۲۱ به صورت قرضی در برتون باقی خواهد ماند.اما در ۴ ژانویه ۲۰۲۱، شرمن-لو از دوران قرضی خود توسط باشگاه چلسی، فراخوانده شد. و در ادامه به باشگاه فوتبال پراک در مالزی قرض داده شد.

#### پراک
او به صورت قرضی به این باشگاه پیوست.

### ملی
در فوریه ۲۰۲۰، شرمن-لو توسط تیم ملی فوتبال  زیر ۱۷ سال انگلستان انتخاب شد و دو بازی در آن سطح انجام داد.
در ۲ سپتامبر ۲۰۲۱، شرمن-لو اولین بازی خود را برای تیم ملی فوتبال زیر ۱۹ سال انگلستان در جریان پیروزی ۲–۰ مقابل تیم ملی فوتبال زیر ۱۹ سال ایتالیا در سنت جورج پارک انجام داد.